# Ive (gruppo musicale)
Le IVE (아이브?) sono un girl group sudcoreano formato da Starship Entertainment. Il gruppo è composto da sei membri: Yujin, Gaeul, Rei, Wonyoung, Liz e Leeseo. Il gruppo ha debuttato il 1º di dicembre del 2021 con il singolo Eleven.

## Nome
Il nome del gruppo, "Ive", è una contrazione per "I have" ("io ho"). Esso allude all'idea di mostrare al pubblico ciò che "io ho". Invece di raccontare la storia di un girl group in crescita, Ive punta a mostrare un girl group completo fin dall'inizio.

## Carriera

### 2018-2021: Prima del debutto
Yujin e Wonyoung parteciparono nel 2018 al reality show Produce 48, dove terminarono rispettivamente in quinta e prima posizione, diventando membri del progetto Iz*One. Hanno lavorato con il gruppo fino al suo scioglimento il 29 aprile 2021.

### 2021: Introduzione, debutto conEleven
Il 2 novembre 2021 Starship Entertainment annunciò che avrebbe fatto debuttare un nuovo girl group, il primo dopo le WJSN nel 2016. I membri furono annunciati dal 3 all'8 novembre (in ordine: Yujin, Gaeul, Wonyoung, Liz, Rei e Leeseo). L'8 novembre Starship Entertainment confermò il debutto per il 1º dicembre, seguito due giorni dopo dall'annuncio del titolo del primo singolo, Eleven. Il 1º dicembre il gruppo pubblicò il single album Eleven, guidato dal singolo omonimo. Il gruppo debuttò in televisione nel programma Music Bank di KBS2 il 3 dicembre, esibendosi con Eleven.
Sulle classifiche Billboard del 14 dicembre 2021, Eleven era nona sulla classifica World Digital Song Sales e fu presente su Billboard Global 200 e Billboard Global Excl. US per dodici settimane consecutive. La canzone entrò anche nella classifica Billboard's Hot Trending Songs, debuttando in cima alla Top User Generated Songs di Billboard Japan ed entrando nell Billboard Japan Hot 100. Nel frattempo, le Ive si classificarono nella Billboard Artist 100 per la prima volta.
L'8 dicembre 2021, esattamente una settimana dopo il loro debutto, le Ive ottennero la prima vittoria in un music show in Show Champion su MBC, facendone il girl group più veloce a vincere il primo posto dal loro debutto. Eleven vinse 13 volte negli show, includendo una tripletta in Music Bank di KBS2, Music Core di MBC e Inkigayo di SBS. In aggiunta, Eleven raggiunse il maggior numero di vendite nella sua prima settimana di debutto tra gli album di debutto dei girl group. Il 27 dicembre, Eleven raggiunse la quarta posizione sulla classifica Global Viral Top 50 di Spotify e la novantacinquesima sulla Global Top 200; nelle classifiche regionali sudcoreane, la canzone fu al primo posto sia nella Viral Top 50 che nella Viral Top 200. La canzone fu anche la più ascoltata in Corea del Sud su YouTube per cinque settimane e per dodici settimane rimase tra le prime tre e il gruppo fu nominato miglior artista di cover sulla piattaforma di musica in streaming Tidal nella playlist K-pop Hits. Il video musicale ha superato i 100 milioni di visualizzazioni l'8 marzo 2022.

### 2022-presente:Love Dive,After Like, debutto in Giappone eI’ve Ive
Il 5 aprile 2022 le Ive pubblicarono il secondo single album, Love Dive, con il singolo "Love Dive" e il brano "Royal". Una settimana dopo l'uscita, la canzone è diventata virale e ha raggiunto 200 000 000 visualizzazioni per la challenge TikTok. Il singolo ha anche accumulato 28 900 000 stream e venduto 2 800 copie al di fuori degli Stati Uniti nella prima settimana di monitoraggio completa. Nella classifica Billboard del 23 aprile, "Love Dive" occupava la 10ª posizione della Global Excl. Classifica statunitense, diventando la prima canzone del gruppo a raggiungere la top 10. Il video musicale di "Love Dive" ha superato 100 000 000 visualizzazioni il 15 giugno
Il 18 luglio, la Starship Entertainment ha annunciato che le Ive avrebbero rilasciato ad agosto il terzo single album, After Like L’album è stato pubblicato il 22 agosto con il singolo "After Like" e il brano "My Satisfaction".
Il 10 agosto, è stato annunciato tramite il sito web giapponese ufficiale delle Ive che avrebbero rilasciato il debut giapponese nell'autunno del 2022. L'8 settembre è stato annunciato che le Ive avrebbero rilasciato la versione giapponese di "Eleven" il 19 ottobre. Il 16 gennaio 2023, le Ive hanno pubblicato il loro secondo singolo giapponese "Love Dive", una registrazione del loro singolo coreano.
Il 16 marzo è stato annunciato che le Ive avrebbero pubblicato il loro primo album completo, I've Ive, il 10 aprile. Il gruppo ha rilasciato un singolo dall'album, intitolato "Kitsch", il 27 marzo. Il 24 marzo, è stato annunciato che il gruppo ha firmato un contratto con Columbia Records, un'etichetta sotto Sony Music, per la promozione negli Stati Uniti.
Il 1º aprile è stato annunciato che le Ive avrebbero pubblicato il loro primo EP giapponese intitolato Wave uscito il 31 maggio 2023. L'11 aprile, la Starship Entertainment ha annunciato che Rei avrebbe temporaneamente sospeso le attività dal gruppo per motivi di salute.Rei ha ripreso le attività di gruppo il 26 maggio dello stesso anno.

## Accoglienza
Nel gennaio 2022, le Ive furono selezionate come artista K-pop più atteso dell'anno da 31 esperti delle maggiori agenzie musicali da differenti compagnie di entertainment.

## Formazione
- An Yujin (안유진?) – leader, cantante[7]
- Kim Gaeul (가을?) – ballerina principale,[41] rapper[8]
- Naoi Rei (레이?) – rapper, cantante[11]
- Jang Wonyoung (장원영?) – cantante[9]
- Liz (Kim Jiwon) (리즈?) – cantante[10]
- Leeseo (Lee Hyunseo) (이서?) – cantante[12]

## Discografia

### Album in studio
- 2023 – I've Ive

### EP
In lingua coreana
- 2023 – I've Mine
- 2024 – Ive Switch
- 2025 – Ive Empathy

In lingua giapponese
- 2023 – Wave
- 2024 – Alive

### Album singoli
- 2021 – Eleven
- 2022 – Love Dive
- 2022 – After Like

### Singoli
In lingua coreana
- 2021 – Eleven
- 2022 – Love Dive
- 2022 – After Like
- 2023 – Kitsch
- 2023 – I Am
- 2023 – Either Way
- 2023 – Off the Record
- 2023 – Baddie
- 2024 – Heya
- 2024 – Accendio
- 2025 – Attitude

In lingua giapponese
- 2022 – Eleven (Japanese ver.)
- 2023 – Love Dive (Japanese ver.)
- 2023 – Wave
- 2024 – Crush
- 2025 – Dare Me

In lingua inglese
- 2024 – All Night (con Saweetie)

Singoli promozionali
- 2023 – I Want (per Pepsi)
- 2024 – Summer Festa (per Pepsi)

### Colonne sonore
- 2024 – Will (Pokémon 3 OST)

## Videografia
- 2021 – Eleven
- 2022 – Love Dive
- 2022 – After Like
- 2022 – Eleven (Japanese ver.)
- 2023 – Kitsch
- 2023 – I Am
- 2023 – Wave
- 2023 – I Want
- 2023 – Either Way
- 2023 – Off the Record
- 2023 – Baddie
- 2023 – Payback
- 2024 – All Night (con Saweetie)
- 2024 – Heya
- 2024 – Accendio
- 2024 – Summer Festa
- 2024 – Crush
- 2025 – Rebel Heart
- 2025 – Attitude